# Edificio de la Aduana de Valparaíso
El Edificio de la Aduana es un inmueble ubicado en la ciudad chilena de Valparaíso, a los pies del cerro Artillería y en frente de la Plaza Wheelwright.
Inaugurado en 1855, es el edificio institucional más antiguo que se mantiene en pie en la ciudad, habiendo sobrevivido al devastador terremoto de 1906, entre otros desastres naturales y provocados por el hombre.
En 1976 fue declarado Monumento Histórico de Chile. Actualmente alberga la Dirección Regional de Aduanas de Valparaíso.

## Historia

### Antecedentes históricos
La primera aduana de Chile fue establecida en 1774 por el Gobernador Agustín de Jáuregui, quien organizó la Administración de Aduanas con sede principal en Santiago, en lo que se constituyó como el primer Servicio de Aduanas de Chile.

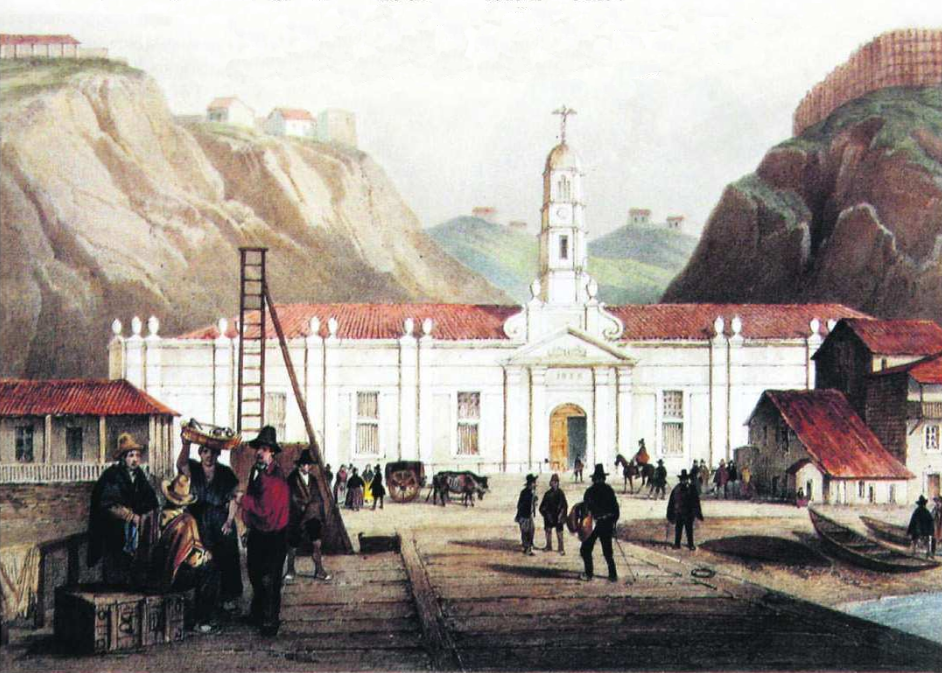
El anterior edificio de la Aduana entre 1836 y 1837, ubicado en la Plaza Sotomayor, que más tarde se convirtió en la Intendencia de Valparaíso.

A inicios de 1811, al año siguiente de la Primera Junta Nacional de Gobierno, se promulgó la ley de libertad de comercio para los puertos de Coquimbo, Valparaíso, Talcahuano y Valdivia, siendo esta la primera ley de la naciente República de Chile. Ese mismo año se dictó la primera ordenanza de aduanas, lo que permitió a partir del 21 de febrero de 1811 comercializar directamente con naciones amigas o neutrales a España. Dos años más tarde, en el período entre el Reglamento Constitucional Provisorio de 1812 y el Reglamento para el Gobierno Provisorio de 1814, se estableció que las mercancías que llegaban desde el mar debían ser revisadas en Valparaíso, antes de ser remitidas a Santiago. Esto fue aumentando la relevancia del puerto de Valparaíso en la economía nacional, lo que llevó en 1820 a acordarse la creación de una aduana en la ciudad puerto.
En 1831, la Aduana Mayor o Superintendencia de Aduanas se trasladó definitivamente desde Santiago a Valparaíso. Dos años después se crearon los Almacenes de Aduana. La sede de la aduana estuvo durante más de veinte años en un edificio de la Plaza Sotomayor emplazado donde hoy se ubica el Edificio Armada de Chile, hasta que en 1855 se trasladó al actual Edificio de la Aduana de Valparaíso, para que el antiguo edificio pasara a manos de la Intendencia de Valparaíso.

### Construcción del edificio

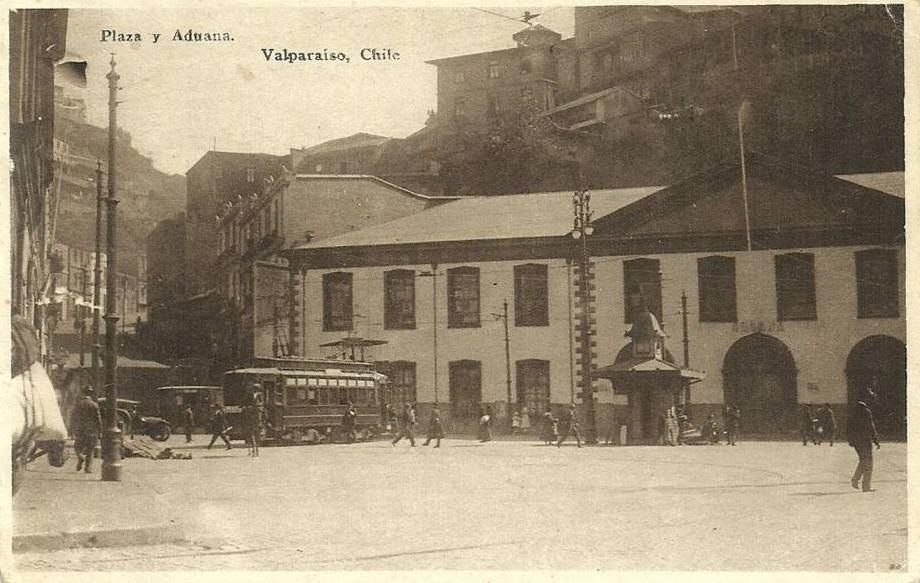
El Edificio de la Aduana en 1912.

El Edificio de la Aduana de Valparaíso fue proyectado por el ingeniero Augusto Charme en 1844, sobre terrenos artificiales ganados al mar gracias al primer malecón construido en la costa del puerto. Los trabajos debieron suspenderse durante dos años, hasta que fueron reanudados en 1846, por el constructor y arquitecto estadounidense John Brown Diffin, quien ya había dirigido las diligencias para construir los Almacenes de Aduana en 1833. Brown Diffin debió realizar diversas tareas administrativas y rehacer los planos del proyecto original para poder continuar con el trabajo iniciado por Charme.
El edificio fue finalmente inaugurado el 1 de septiembre de 1855. En él funcionaron algunas oficinas, y vivieron durante años autoridades de la Aduana de Valparaíso, relacionadas con la Intendencia y la Alcaldía.

### Actualidad

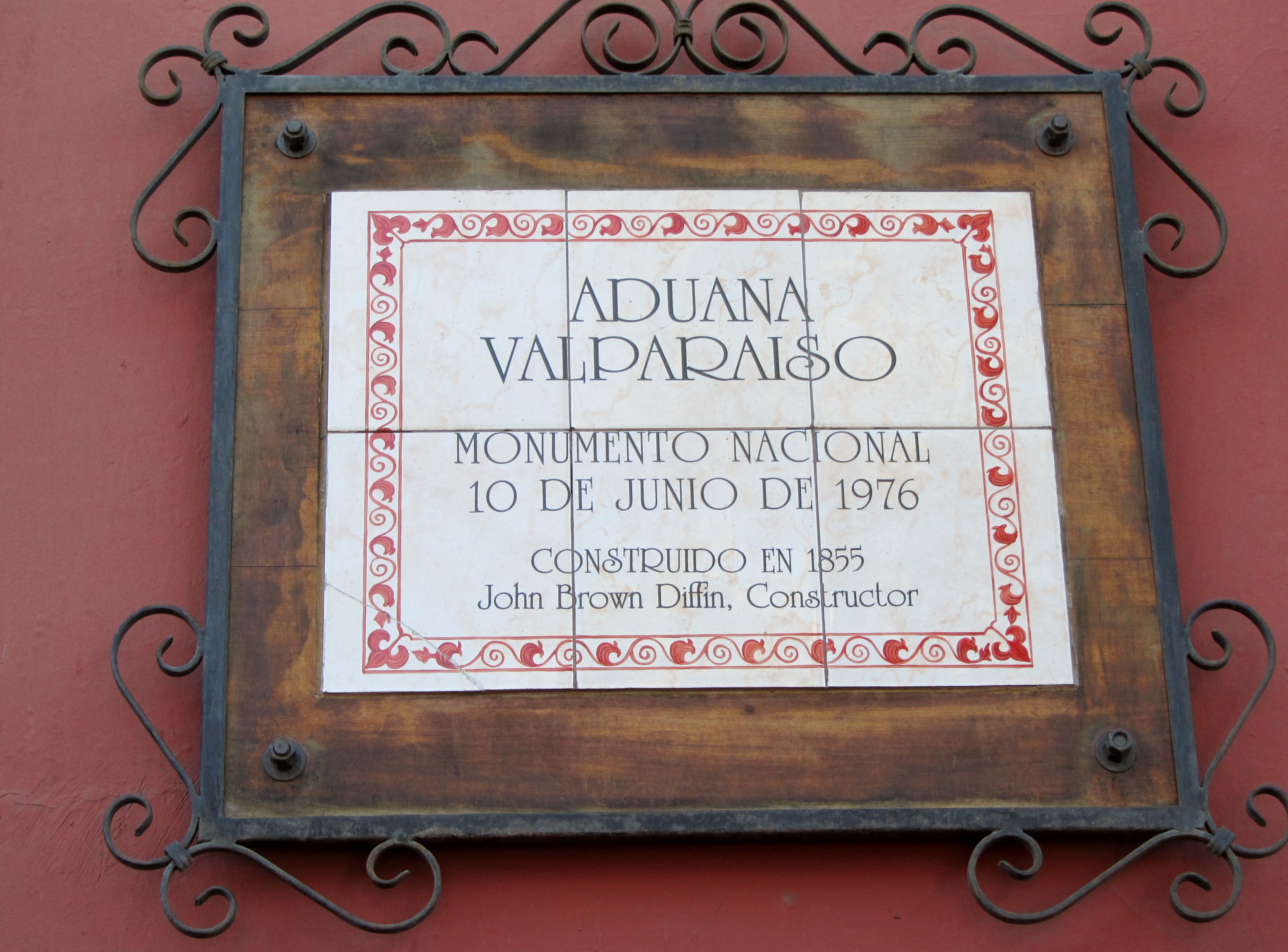
Placa actual del edificio.

En la actualidad, este edificio alberga la Dirección Regional de Aduanas de Valparaíso. En 1976 fue declarado Monumento Histórico por el Ministerio de Educación.
Durante el Día del Patrimonio Cultural de Chile, en el cual se permite el acceso a diversos edificios patrimoniales a nivel nacional, con visitas guiadas dirigidas por miembros de las mismas instituciones, el Edificio de la Aduana suele ser uno de los más visitados de la ciudad. De este modo, durante el domingo 29 de mayo de 2016, el edificio fue visitado por 1500 personas. Para esta fecha se ha convertido en una tradición la presentación del conjunto folclórico Alcabala, conformado por funcionarios de aduanas y familiares, quienes hacen recreaciones de danzas, vestuarios y música de época.

## Características
Este edificio presenta un estilo muy característico del Valparaíso de comienzos y mediados del siglo XIX. En él, su arquitecto, el estadounidense John Brown Diffin, buscó realizar una versión porteña de la arquitectura post-colonial norteamericana.
Posee dos pisos y una estructura sólida, conformada por una base de gruesos muros de ladrillo estucado, de 1.20 metros de espesor sobre fundaciones de piedra. Se trata de un edificio compacto, que responde a la alta valorización del suelo en el plan de Valparaíso en aquella época. Su arquitectura es simple y provista de proporciones armónicas, con plantas y fachada simétricas.
En cuanto a su interior, destaca el trabajo de carpintería en los entramados de entresuelo, la escalera y la techumbre, construida con tijerales de madera de alerce chileno, una muy apetecida especie de árbol nativo que desde 1977 es protegida y considerada monumento natural. En la actualidad todavía se conserva el escritorio original de la Directora de la oficina de aduanas, así como una bóveda de seguridad de 1864. En uno de los salones del segundo piso hay un museo con decenas de antiguos documentos relacionados con la historia aduanera y de comercio exterior de Chile.